# 大丰港
大丰港是位于中国江苏省盐城市大丰区的海港，是中华人民共和国交通部规划的港口项目，经国务院批准被海关总署列为“十五计划”期间江苏省唯一开放口岸，并纳入上海港国际航运体系，成为上海港北翼的配套港口。目前港口处于扩建中。依托大丰港设有大丰港经济开发区，辖区是大丰区的类似乡级单位。

## 相关链接
- 大丰港经济区
- 大丰港门户[永久]
- 大丰港集团 （页面存档备份，存于）